# 農耕/言語拡散仮説
農耕/言語拡散仮説（のうこうげんごかくさんかせつ、Farming/language dispersal hypothesis）は、世界の主要な語族のいくつかが、農耕の拡散とともに拡散したとする仮説である。ピーター・ベルウッドとコリン・レンフルーによって提唱された。

## 事例

### インド・ヨーロッパ語族
アナトリア仮説では、印欧祖語の話者が新石器時代を通じてアナトリアに住んでおり、印欧語族の拡散は紀元前7-6千年紀の新石器革命と関連しているとする。印欧語族は新石器革命にともなって紀元前7000年頃より小アジアからヨーロッパに拡散し、それは平和裏に先住民族と混合しながら起こったものと主張する。ゆえに、新石器時代のヨーロッパのほとんどの住民は印欧語を話しており、のちに起こった移住によって別の印欧語に属す言語に置き換えられたとしている。しかし、学問的には、もう一つの仮説であるクルガン仮説を支持する結果が出ている。

### バントゥー諸語
バントゥー祖語の話者は、2,500〜3,000年前（紀元前1,000年から紀元前500年）に、農業を伴い、カメルーンから東と南に移住を始めた。このバントゥー系民族の拡大は、カメルーンの東にあるサブサハラアフリカを支配するようになり、この地域では、バントゥー族がほぼ全人口を占めている。

### アフロ・アジア語族
アフロ・アジア語族の原郷については、レバントとする説と、アフリカ大陸内とする説がある。レバントとする説では、農耕の拡散と連動して、アフリカへ分布を広げたとしている。

### ノストラティック大語族
Bomhard (2008) は、ノストラティック祖語は紀元前8,000年にレバントの新石器革命の開始と共に分化し、肥沃な三日月地帯を越えてコーカサス（カルトヴェリ祖語）、エジプトと紅海を超えてアフリカの角（アフロ・アジア祖語）、イラン高原（エラム・ドラヴィダ祖語）、中央アジア（ユーラシア祖語、その後紀元前5,000年にインド・ヨーロッパ祖語、アルタイ祖語、ウラル祖語に分化）へそれぞれ拡散していったとしている。

### エラム・ドラヴィダ語族
エラム・ドラヴィダ語族はしばしば肥沃な三日月地帯からインダス文明への農耕の拡散に関連付けられる。しかしこれには異論もある。遺伝子の調査では、新石器時代のイランと南アジアの人々の遺伝的関連が検出された。

### トランスユーラシア語族
マルティン・ロベーツは、従来の広義のアルタイ語族（チュルク語族、モンゴル語族、ツングース語族、日本語族、朝鮮語族）を「トランスユーラシア語族」 (Transeurasian) と呼称しており、「トランスユーラシア祖語」は紀元前6千年紀の遼西興隆窪文化を原郷とし、雑穀農耕とともに周辺に拡散していったとしている。ベイズ法による系統解析により、トランスユーラシア祖語から日本・朝鮮系統/アルタイ系統の分岐を紀元前4700年、アルタイ祖語からツングース/チュルク・モンゴル系統の分岐を紀元前3293年、チュルク・モンゴル祖語からチュルク語族/モンゴル語族の分岐を紀元前1552年、日本・朝鮮祖語から日本語族/朝鮮語族の分岐を紀元前1850年と算出した。

### 日本語族
多くの学者は、日本語族は、水稲作を行う弥生人によって、紀元前700年～300年頃に朝鮮半島から日本列島にもたらされたと考えている。マルティン・ロベーツ（2017年）は、日本語族は紀元前6千年紀の遼西興隆窪文化を原郷とする「トランスユーラシア語族」（モンゴル語族、チュルク語族、ツングース語族、日本語族、朝鮮語族から成る語族）に起源を持ち雑穀栽培を行う集団であったが、「日本・朝鮮語派」に分岐して遼東半島に至った後、紀元前2-3千年紀に山東半島に分布した稲作を行うオーストロネシア祖語の姉妹語と接触することで主に農業関連の語彙を大量に借用し、その後朝鮮半島を南下し紀元前1千年紀に日本列島に入ったとしている。また、日本列島内においても、水稲作の拡大に伴って日本語の分布が拡大したと提案されている。

### オーストロネシア語族
オーストロネシア語族の拡散は、農耕が原動力となって起こったという説が提唱されている。

### シナ・チベット語族
2019年以降、古代から現代まで存在した50のシナ・チベット語族の言語の系統発生学的研究によって、農業伝播とともに語族が拡張したという仮説が立証され、ローラン・サガールなど国際合同研究チームと中国研究チームはシナ・チベット語族が7200年余り前に中国北部(North China)に位置する雑穀(millet)農耕民族から起源したと結論づけた。

### オーストロアジア語族
オーストロアジア語族の原郷として、紅河デルタ、メコン川流域、珠江流域、長江流域、長江よりも北とする説などがある。オーストロアジア祖語の話者は、稲、雑穀の栽培と犬、豚、鶏などを飼育する農耕民であったが、紀元前4500年頃に雑穀栽培を伴わずに（稲作といくらかの牧畜のみを伴い）インドシナに至り、原住の狩猟採集民に取って変わったとされる。